# 海南马唐
海南马唐（学名：Digitaria setigera）为禾本科马唐属下的一个种。

## 扩展阅读
- 維基物種上的相關：海南马唐